# Stopplaats Weg naar Voorst
Stopplaats Weg naar Voorst (Wnv) is een voormalige halte aan Staatslijn A tussen Arnhem en Leeuwarden. De stopplaats lag tussen de huidige stations van Zutphen en Brummen. Stopplaats Weg naar Voorst was geopend van 1882 tot 1917.